# O-cymeen
o-cymeen is een organische verbinding met als brutoformule C10H14. De stof komt voor als een kleurloze ontvlambare vloeistof met een kenmerkende aromatische geur.
o-cymeen komt, in tegenstelling tot het isomeer p-cymeen, van nature weinig voor.